# 通信支援旅団 (フランス陸軍)
通信支援旅団（つうしんしえんりょだん、Brigade de transmissions et d'appui au commandement：BTAC）は、フランス陸軍の旅団のひとつ。BTAC隷下の通信旅団で司令部をムルト＝エ＝モゼル県のリュネヴィルに置く。旅団は約9,000名の隊員で構成される。陸軍の通信支援全般を担当していた。2016年7月1日をもって情報通信システムズコマンドに改編された。 

## 沿革
- 1994年5月1日 - コンピエーニュ城において新編される。
- 2016年7月1日 - 情報通信システムズコマンドに改編される。

## 編制
- リール駐屯地（ノール県）
  - 第43歩兵連隊
- ドゥエー駐屯地（ノール県）
  - 第6統制支援連隊
- Bretteville-sur-Odon駐屯地（カルヴァドス県）
  - 第18通信連隊
- イソワール駐屯地（ピュイ＝ド＝ドーム県）
  - 第28通信連隊
- ティオンヴィル駐屯地（モゼル県）
  - 第40通信連隊
- ラヴァル駐屯地（マイエンヌ県）
  - 第42通信連隊
- アジャン駐屯地（ロット＝エ＝ガロンヌ県）
  - 第48通信連隊
- リュネヴィル駐屯地（ムルト＝エ＝モゼル県）
  - 第53通信連隊